# Єрко Леко
Є́рко Ле́ко (хорв. Jerko Leko; нар. 9 квітня 1980) — хорватський футболіст, що грав на позиції півзахисника, у тому числі за збірну Хорватії.

## Кар'єра

### Клубна
Професійну кар'єру Леко розпочав у 1999 році у клубі «Кроація». У 2000 році перейшов у загребське «Динамо», у складі якого виграв кубок Хорватії у сезоні 2001-02. У фіналі турніру Єрко був визнаний найкращим гравцем матчу. У цьому ж році Леко за 4 млн доларів продали у київське «Динамо». У складі «Динамо» Леко двічі став чемпіоном України, а також здобув Кубка України (тричі) та Суперкубка України.
У 2006 році перейшов у «Монако». За цей клуб Леко виступав до 2010 року. 19 липня 2010 він підписав контракт з турецьким «Буджаспором».
25 травня 2011 Леко повернувся у загребське «Динамо».
Завершив професійну кар'єру у клубі «Локомотива», за який грав протягом 2015—2016 років.

### У складі збірної
Леко дебютував у складі збірної у 2002 році у матчі проти Угорщини. Єрко не був обраний у склад збірної на фінальну частину чемпіонату світу з футболу 2002, але брав участь у чемпіонаті Європи з футболу в 2004 та 2008 та у чемпіонаті світу 2006.

## Титули та досягнення

### Командні
- «Динамо»
  - Чемпіонат Хорватії (3): 2011–12, 2012–13, 2013–14
  - Кубок Хорватії (3): 2000–01, 2001–02, 2011–12
  - Суперкубок Хорватії (2): 2002, 2013
- «Динамо»
  -  Чемпіон України (2): 2002-03, 2003-04
  - Кубок України (3): 2002-03, 2004-05, 2005-06
  - Суперкубок України (1): 2004